# Iferni
Iferni (franska: Iferni (CR), Iferni (Commune Rurale), arabiska: بودينار) är en kommun i Marocko.   Den ligger i provinsen Driouch och regionen Oriental, 300 km öster om huvudstaden Rabat. Antalet invånare är 7 527.